# Marks & Spencer
Marks and Spencer Group plc (зазвичай скорочується до M&S) є великим британським багатонаціональним рітейлером зі штаб-квартирою в Лондоні, Англія, який спеціалізується на продажі одягу, товарів для дому та харчових продуктів, переважно власних марок. Він зареєстрований на Лондонській фондовій біржі та є складовою частиною Індексу FTSE 250, який раніше був у Індексі FTSE 100 з моменту його створення до 2019 року.
Компанія M&S була заснована в 1884 році Майклом Марксом та Томасом Спенсером у Лідсі. В даний час M&S має 959 магазинів по всій Великій Британії, у тому числі 615, які продають лише харчові продукти, і завдяки своїй телевізійній рекламі стверджує виняткову природу та розкіш своєї їжі та напоїв. Він також пропонує послугу онлайн доставки їжі через спільне підприємство з Ocado.
У 1998 році компанія стала першим британським рітейлером, який отримав прибуток до оподаткування понад 1 млрд. Фунтів стерлінгів, хоча згодом він зазнав раптового спаду, який вразив компанію та її зацікавлених сторін. У листопаді 2009 року було оголошено, що Марк Болланд, колишній член "Моррісонів", прийме на посаду виконавчого директора від виконавчого голови сера Стюарта Роуза на початку 2010 року; Роуз залишався виконавчим головою до липня 2010 року, а потім головою до січня 2011 року, коли його замінив Роберт Суоннелл. Останніми роками продажі одягу впали, тоді як продажі продуктів харчування зросли після того, як призначили прізвисько Св. Михайла власному бренду. Компанія також почала продавати фірмові товари, такі як кукурудзяні пластівці Kellogg у листопаді 2008 р.
22 травня 2018 року було підтверджено, що до 2022 року за "радикальним" планом буде закрито понад 100 магазинів. Чи буде закрито більше магазинів, ще не було підтверджено.
18 серпня 2020 року компанія M&S заявила, що протягом наступних трьох місяців вони повинні скоротити 7000 робочих місць через пандемію коронавірусу.

## Історія

### Створення
Компанія була заснована партнерством між Майклом Марксом, польським євреєм, який народився у Слонімі, який мігрував до Лідса, Англія на початку 1880-х років, та Томасом Спенсером, касир з англійського містечка Скіптон у північному Йоркширі. Після прибуття до Англії Маркс працював у компанії в Лідсі під назвою Барран, де працювали єврейські мігранти (див. Сера Джона Баррана, 1-й баронет). У 1884 році під час пошуку роботи він зустрів Ісаака Джовітта Дьюїрста. Дьюірст позичив Марксу 5 фунтів стерлінгів (еквівалентно 538 фунтів стерлінгів у 2016 році), якими він заснував свій базар пенні на ринку Кіркгейт у Лідсі. Дьюірст також навчив його трохи англійської мови. Касиром Дьюїрста був Томас Спенсер, бухгалтер, друга дружина Агнес допомогла покращити англійську мову Маркса. У 1894 році, коли Маркс придбав постійний кіоск на критому ринку Лідса, він запросив Спенсера стати його партнером.
У 1901 році Маркс переїхав на відкритий ринок Біркенхеда, де об'єднав свій бізнес зі Спенсером. У 1903 році парі було виділено кіоски з номерами 11 і 12 у центральному проході, і там вони відкрили знаменитий базар Пенні. Компанія залишила ринок Біркенхед 24 лютого 1923 р.
Наступні кілька років Майкл Маркс та Том Спенсер перенесли оригінальний Лідс-Пенні-Базар на вулицю 20, Cheetham Hill Road, Манчестер, а також відкрили кіоски у багатьох місцях на північному заході Англії.

### Внутрішнє зростання
Маркс і Спенсер, відомі в розмовній формі як "Marks and Sparks",  або "M&S", зробили свою репутацію на початку 20 століття політикою лише продажу товарів британського виробництва (вона почала відступати від цієї політики в 1990-ті). Він вступив у довготривалі стосунки з британськими виробниками та продавав одяг та продукти харчування під торговою маркою "St Michael", яка була представлена в 1928 році. Бренд відзначається Michael Marks. Він також прийняв повернення небажаних речей, повернувши гроші в повному обсязі, якщо квитанцію показали, незалежно від того, як давно був придбаний товар, що було незвично для того часу.
Співробітники M&S зібрали 5000 фунтів стерлінгів на оплату винищувача Supermarine Spitfire під назвою The Marksman у 1941 році.
До 1950 року практично всі товари продавались під маркою "Св. Михайло". Білизна M&S, жіночий одяг та шкільна форма для дівчат були брендовані під маркою "St Margaret", поки весь асортимент товарів загального призначення не став "St Michael". Саймон Маркс, син Майкла Маркса, помер у 1964 році після п'ятдесяти шести років служби. Ізраїль Сіфф, зять Майкла Маркса, обійняв посаду голови, і в 1968 році Джон Салісс став директором компанії. Обережна міжнародна експансія розпочалася із запровадження азійської їжі в 1974 році. Компанія M&S відкрила магазини в континентальній Європі в 1975 році, а в Ірландії - через чотири роки.
Компанія зробила головний акцент на якості, включаючи систему вимірювання розміру панчіх 1957 року. Більшу частину своєї історії він також мав репутацію, що пропонував справедливу співвідношення ціни та якості. Коли ця репутація почала коливатися, вона зіткнулася з серйозними труднощами. Можливо, M&S історично був знаковим роздрібним продавцем товарів британської якості.
Безкомпромісне ставлення до відносин із клієнтами було підсумоване гаслом 1953 року: «Клієнт завжди і повністю правий!»
Енергоефективність була покращена завдяки додаванню холодильників з термостатом в 1963 р.
Компанія M&S розпочала продаж різдвяних тортів та різдвяних пудингів у 1958 році. З метою покращення якості своїх швейцарських булочок вони найняли спеціаліста з харчових продуктів Ната Голдберга, який зробив значне покращення у всьому їх асортименті тортів, що кілька втратило прихильність громадськості. роками раніше. Як наступний захід для поліпшення якості харчових продуктів, маркування харчових продуктів було вдосконалено, і "продавати за датами" було поступово розподілено між 1970 і 1972 рр.
У 1959 році куріння було заборонено в усіх магазинах M&S через небезпеку пожежі.
У 1972 році Маркус Зіфф став головою, залишаючись на посаді до 1984 року, і наголошуючи на важливості хороших відносин персоналу з традиціями магазину, одночасно поширюючи переваги персоналу на такі сфери, як ресторани та педикюр.

### Міжнародна експансія
Компанія розширилася до Канади в 1973 році, і одного разу мала сорок сім магазинів по всій Канаді. Незважаючи на різноманітні зусилля, спрямовані на покращення іміджу, мережа так і не змогла вийти за межі своєї репутації, як тупий рітейлер, який обслуговував переважно людей похилого віку та британських емігрантів. Магазини в Канаді були меншими, ніж британські торгові точки, і не мали такого ж вибору. Наприкінці 90-х років були докладені подальші зусилля щодо їх модернізації, а також розширення клієнтської бази. Збиткові локації були закриті. Тим не менше, канадські операції продовжували втрачати гроші, і останні 1999 магазини в Канаді були закриті в 1999 р.
Експансія у Францію розпочалася з відкриття магазинів у Парижі на бульварі Осман і Ліон у 1975 році, а потім в другому паризькому магазині на Росні 2 у 1977 році. Подальша експансія в інші міста Франції та Бельгії відбулася у 1980-х. Незважаючи на те, що паризькі магазини залишалися популярними та прибутковими, західноєвропейська операція в цілому також не пройшла, і у 2001 році було продано вісімнадцять магазинів. Однак у квітні 2011 року компанія M&S знову змінила напрямки, оголосивши про відкриття магазину, який продаватиме не лише одяг, а й продукти харчування. Крім того, група також відкрила кілька пунктів харчування по всій столиці Франції. Перше відділення відкрилося 24 листопада 2011 року в Єлисейських полях на церемонії, у якій взяли участь генеральний директор компанії Марк Болланд, модель Розі Хантінгтон-Уайтлі та посол Великої Британії у Франції сер Пітер Вестмакотт.
У 1988 році компанія придбала американську фірму одягу Brooks Brothers  та американську харчову мережу Kings Super Markets.
У 2016 році компанія M&S розширила свої продажі на європейському ринку Zalando на своїх німецьких, французьких, голландських, бельгійських та австрійських сайтах з різноманітним дитячим одягом та білизною.

### Фінансовий спад
Прибутки M&S досягли максимуму у фінансовому 1997/1998 році. Тоді це розглядалося як історія успіху, але з огляду на минуле вважається, що під час перебування сера Річарда Грінбері на посаді глави компанії норми прибутку були висунуті до невтриманих рівнів, а лояльність споживачів серйозно порушена. Зростання вартості використання британських постачальників також було тягарем, оскільки конкуруючі роздрібні торговці дедалі частіше імпортували свої товари з недорогих країн, але запізнілий перехід M&S на зарубіжних постачальників підірвав основну частину його привабливості для громадськості. Іншим фактором стала відмова компанії (до 2001 року) приймати будь-які кредитні картки, крім власної платіжної картки.
Ці фактори в сукупності поглинули M&S до раптового спаду, який вразив компанію, її акціонерів, серед яких сотні тисяч дрібних інвесторів, та майже всіх роздрібних аналітиків та бізнес-журналістів. Ціна акцій компанії впала більш ніж на дві третини, а її прибуток знизився з понад мільярда фунтів стерлінгів у 1997 та 1998 роках до 145 мільйонів фунтів стерлінгів у році, що закінчився 31 березня 2001 року.
У 2001 році, коли змінилися напрямки бізнесу, такі як прийом кредитних карток, введення асортименту одягу "Per Una", розробленого Джорджем Девісом, та переробка базової бізнес-моделі, прибуток дещо відновився.
У 2004 році компанія M&S опинилася у спробі поглинання Arcadia Group та шефа BHS Філіпа Гріна. 12 липня був оголошений план відновлення, який передбачав розпродаж його фінансових послуг M&S Money HSBC Bank plc, придбання контролю над асортиментом Per Una, закриття магазину Gateshead Lifestore та зупинку розширення лінійки магазинів Simply Food. Філіп Грін відкликав свою заявку на поглинання після того, як не отримав достатньої підтримки від акціонерів.
У лютому 2007 року компанія M&S оголосила про відкриття найбільшого у світі магазину M&S за межами Великої Британії в Дубаї Фестиваль Сіті. 2 жовтня 2008 року компанія M&S відкрила свій перший магазин у материковому Китаї в Шанхаї. Проблеми з ланцюгом поставок протягом перших кількох місяців відкриття змусили Стюарта Роуза, голову M&S, описати збої в "основному веденні магазинів".
4 листопада 2020 року британські Marks and Spencer повідомили про свою першу втрату за 94 роки, спричинену пандемією COVID-19. За шість місяців до 26 вересня 2020 року роздрібний торговець оголосив про втрату до оподаткування у розмірі 87,6 фунтів стерлінгів порівняно з прибутком на суму 158,8 млн. Фунтів стерлінгів за той самий період 2019 року.

### Реструктуризація
Двадцять два збиткові та незначні продовольчі магазини, такі як магазини в Ріпоні та Бэлхем, були закриті на початку 2009 року в рамках заходу скорочення витрат. У серпні 2010 року було підтверджено закриття філії M&S в Грантемі разом із двома іншими філіями Лінкольнширу в Скегнессі та Сканторпі через низькі продажі в цих магазинах старих форматів. Закриття було зумовлене протестами місцевих громад та підписані петиції на підтримку збереження магазинів, хоча вони йшли вперед.
Банк знань роздрібної торгівлі провів аудит брендів компанії в серпні 2010 року і виявив, що продажі жіночого одягу були на 10-річному мінімумі. Журнал Draper стверджував, що Per Una - це єдиний бренд одягу, який не ризикує бути звільненим, тоді як Марк Болланд розглядав питання про те, які марки буде збережено. Бренди Limited Collection, Autograph, Autograph Weekend та Classic Collection були розглянуті для відбору в середині 2010 року, але згодом отримали відстрочку.
9 листопада 2010 року виконавчий директор Марк Болланд розкрив плани щодо зміцнення загального іміджу компанії та націлив продажі від 800 до 1 мільярда фунтів стерлінгів, для чого компанія протягом наступних трьох років збільшить капітальні витрати до 850 мільйонів фунтів стерлінгів для фінансування планів . План також передбачав припинення роботи модного бренду "Портфоліо" та продаж електротехнічних виробів. Компанія також оголосила про нову маркетингову стратегію "Тільки в M&S", і що вона оновить свій вебсайт.
Болланд замовив новий дизайн магазину в травні 2011 року, і було оголошено, що компанія витратить близько 600 мільйонів фунтів стерлінгів у період між 2011 і 2014 роками на свої британські магазини, включаючи запуск ряду різних форматів магазинів залежно від віку, достатку та демографічних показників. людей у цих районах. Дизайн також включав випробування нової "навігаційної схеми" в магазині, яка послідувала за дослідженнями, які показали, що покупці виявили, що макети магазинів M&S заплутані та "важкі для покупки". Він також підтвердив, що кількість запропонованих акцій та пропозицій з виплатою грошей буде збільшена, і що це замінить ярлик Marks & Spencer на одязі на "M&S Woman" та "M&S Man".
До 2013 року підрозділ одягу M&S мав 11% частки ринку у Великій Британії.
У травні 2013 року відбувся запуск асортименту Best of British, а також капітальний ремонт Per Una та Indigo. Патрік Буске-Шаванн став новим директором з маркетингу, змінивши Стівена Шарпа в липні. Марк Болланд також пообіцяв повернути "якість і стиль" M&S також заявив, що має намір збільшити кількість постачальників у Великій Британії з 20, які були на той час.
У листопаді 2013 року стало відомо, що Білл Аддерлі, засновник мережі програм для дому Dunelm Group, за останні 18 місяців накопичив частку в M&S у розмірі 250 мільйонів фунтів стерлінгів. Це розкриття було зроблено, оскільки правила фондового ринку означають, що будь-яке володіння понад 3 відсотками акцій повинно бути оприлюднене.
7 січня 2016 року було оголошено, що Марк Болланд, який займає посаду генерального директора з 2010 року, піде у відставку 2 квітня 2016 року, і його замінить Стів Роу, керівник відділу одягу та раніше керівник харчового бізнесу.
У 2018 році Стюарт Мачин був призначений керуючим директором продовольства, який керував трансформацією харчового бізнесу.

#### 2015–2016 відбирання магазину
Магазини, визначені для закриття в липні 2015 року, включали Вулвіч, Уолсолл, Ердінгтон, Олдершот (який знаходився там з 1922 року), Понтіпрідд в Уельсі, Хаунслоу в західному Лондоні та Королівські набережні в Північному Шилдсі, три магазини з повними лініями в Стівенеджі, Вуд Грін у північному Лондоні та торговий парк "Форт" у замку Бромвіч та "Simply Food" у замку Бромвіч. Магазин Льюїшем також втратив підлогу. Закриття в 2015 році також включало три магазини традиційних продуктів харчування та одягу, один магазин Simply Food та чотири магазини Outlet, які продають одяг на кінець сезону. Близько 430 робітників постраждали від закриття. Відбір коштував до 200 млн. Фунтів стерлінгів; закриття включало збиткові магазини на європейських ринках, таких як Франція, Бельгія та Нідерланди, а також форпости в Китаї.

#### 2017–2018 магазинний відбір
Деякі з них були меншими магазинами, визначеними для закриття в листопаді 2017 р. 31 січня 2018 року було визначено закриття чотирнадцяти магазинів. Магазини, які повинні бути закриті в квітні, включали одне з найдавніших присутніх - це у центрі міста Біркенхед. Іншими магазинами, що мали бути закриті в тому ж місяці, були магазини в Борнмуті, Даремі, Форестфаху, Путні та Реддітчі. Тим часом ще вісім магазинів були призначені для закриття пізніше, до консультації; ті, що в Андовері, Базілдоні, Брідлінгтоні, Фалмуті, Фарема, Кіглі, Стокпорті та аутлет-магазині в Дентоні, Великий Манчестер.

#### Середина – 2018 відбір магазину
23 травня 2018 року менеджери з питань поглинання підтвердили, що ще 14 магазинів повинні бути закриті, а ще 86 - під розслідуванням, і, таким чином, були оголошені через падіння корпоративних продажів та рівень просування клієнтів. Це призведе до загального закриття до 2022 року, оскільки прибуток корпорацій зменшиться на 62% на тлі планомірних планів закриття магазинів, які, на думку M&S, втрачають гроші. Компанія сподівалася, що це допоможе оживити прибуток за допомогою корпоративного вебсайту.

##### На початку 2019 року відбір магазину
15 січня 2019 року компанія назвала наступну хвилю з 17 магазинів, призначених для закриття. Запропоновані 17 закриттів є частиною п’ятирічного плану компанії закрити більше 100 магазинів до 2022 року. 17 магазинів, які вона пропонує закрити, це: Ешфорд, Барроу, Бедфорд, Бостон, Бакстон, Кумбран, Діл, Феліксстоу, Хаддерсфілд, Hull, Junction One Antrim Outlet, Luton Arndale, Newark, Northwich, Rotherham, Sutton Coldfield і Weston-super-Mare.

###### Звільнення в серпні 2020 року
18 серпня 2020 року компанія оголосила, що скоротить 7000 робочих місць протягом наступних трьох місяців (приблизно 10% робочої сили з 78000 на цю дату). Компанія заявила, що скорочення буде здійснено в допоміжних функціях, в регіональному управлінні та в її британських магазинах, "що відображає той факт, що зміни відчувалися протягом усього бізнесу".
У листопаді 2020 року компанія оголосила про свою першу втрату за 94 роки через пандемію COVID-19.

## Корпоративні справи

### Місцезнаходження головного офісу
Штаб-квартира M&S була з 1957 року в Майкл-Хаусі, 55 Бейкер-стріт, Лондон. Раніше це був Бейкер-стріт-базар, який був знищений внаслідок пожежі в 1940 році. Місце було перероблено компанією M&S під керівництвом тодішнього сера Саймона Маркса, оскільки компанія переросла попередній штаб-квартиру Bayswater. У 2004 році компанія переїхала в новий штаб-квартиру, розроблену компанією Mossessian & Partners, у Waterside House, в новому басейні Паддінгтона, Лондон.
Окрім головних офісів у Лондоні, по всій Великій Британії є ряд інших головних офісів; Стоклі Парк (ІТ-послуги), Солфорд-Кейс (Marks & Spencer Shared Services Ltd., що забезпечує людські ресурси та управління фінансами) та Честер (Служба M&S щодо грошей та роздрібних клієнтів HSBC).
Компанія має закордонні офіси у Малайзії, Гонконгу, Таїланді, Індії, Бангладеш, Туреччині, Китаї, Італії, Індонезії та Шрі-Ланці.

#### Фінансові показники
До 1999 року фінансовий рік M&S закінчувався 31 березня. З тих пір компанія перейшла на звітність за 52- або 53-тижневі періоди, що закінчуються в різні дати.
| Year ended    | Turnover (£ M) | Profit before tax (£ M) | Net profit (£ M) | Basic eps (p) |
| ------------- | -------------- | ----------------------- | ---------------- | ------------- |
| 28 March 2020 | 10,181.9       | 67.2                    | 27.4             | 1.3           |
| 30 March 2019 | 10,377.3       | 523.2                   | 37.3             | 2.1           |
| 31 March 2018 | 10,698.2       | 580.9                   | 29.1             | 1.6           |
| 1 April 2017  | 10,622.0       | 613.8                   | 115.7            | 7.2           |
| 2 April 2016  | 10,555.4       | 488.8                   | 404.4            | 24.9          |
| 28 March 2015 | 10,311.4       | 600.0                   | 481.7            | 29.7          |
| 29 March 2014 | 10,309.7       | 580.4                   | 506.0            | 32.5          |
| 30 March 2013 | 10,026.8       | 564.3                   | 458.0            | 29.2          |
| 31 March 2012 | 9,934.3        | 658.0                   | 489.6            | 32.5          |
| 2 April 2011  | 9,740.3        | 780.6                   | 598.6            | 38.8          |
| 3 April 2010  | 9,536.6        | 702.7                   | 523.0            | 33.5          |
| 28 March 2009 | 9,062.1        | 706.2                   | 506.8            | 32.3          |
| 29 March 2008 | 9,022.0        | 1,129.1                 | 821.0            | 49.2          |
| 31 March 2007 | 8,588.1        | 936.7                   | 659.9            | 39.1          |
| 1 April 2006  | 7,797.7        | 745.7                   | 520.6            | 36.4          |
| 2 April 2005  | 7,490.5        | 505.1                   | 355.0            | 29.1          |
| 3 April 2004  | 8,301.5        | 781.6                   | 452.3            | 24.2          |
| 29 March 2003 | 8,019.1        | 677.5                   | 480.5            | 20.7          |
| 30 March 2002 | 8,135.4        | 335.9                   | 153.0            | 5.4           |
| 31 March 2001 | 8,075.7        | 145.5                   | 2.8              | 0.0           |
| 1 April 2000  | 8,195.5        | 417.5                   | 258.7            | 9.0           |
| 31 March 1999 | 8,224.0        | 546.1                   | 372.1            | 13.0          |
| 31 March 1998 | 8,243.3        | 1,155.0                 | 815.9            | 28.6          |
| 31 March 1997 | 7,841.9        | 1,129.1                 | 746.6            | 26.7          |
| 31 March 1996 | 7,233.7        | 965.8                   | 652.6            | 455.8         |

##### Соціальна та екологічна політика
"Подивіться за ярлик"
У 2006 році була запроваджена маркетингова кампанія Look Behind the Label. Метою цієї кампанії було висвітлення для споживачів різних етичних та екологічно чистих аспектів методів виробництва та постачання, що застосовуються M&S, включаючи: продукцію Fairtrade, стійке рибальство та екологічно чисті текстильні барвники. Вся кава та чай, що продаються в магазинах M&S, тепер є Fairtrade. Крім того, компанія пропонує лінії одягу з бавовни Fairtrade у вибраних відділах.
15 січня 2007 року компанія M&S розпочала ініціативу, відому під назвою "План А", щоб різко підвищити екологічну стійкість бізнесу протягом п'яти років і, як очікується, коштуватиме 200 мільйонів фунтів стерлінгів.
План охоплює "100 зобов'язань протягом п'яти років щодо вирішення ключових соціальних та екологічних проблем, що стоять перед M&S сьогодні та в майбутньому", із позначкою "Оскільки немає плану B". Зобов'язання охоплюють п'ять тем: зміна клімату, відходи, стійка сировина, "чесне партнерство" та охорона здоров'я  з метою, щоб до 2012 р. Воно:
- Стати нейтральним до вуглецю
- Не відправляйте відходи на звалище
- Розширити стійкі джерела пошуку
- Допоможіть покращити життя людей у їх ланцюгу поставок
- Допоможіть клієнтам та працівникам жити здоровішим способом життя
Незважаючи на зниження ціни акцій на 18% у січні 2008 року, після публікації їх останньої торгової заяви, компанія підтвердила, що вони продовжуватимуть план, сказавши, що для цього існують "вагомі комерційні - а також моральні - причини".
Компанія M&S представила багаторазові гессіанські пакети в 2007 році як частину плану з метою зменшення кількості пластикових пакетів, що використовуються протягом п’яти років. За цим у травні 2008 року було введено 5 п. За стандартні мішки, що використовуються для закупівлі продуктів (до того, як ця плата стала обов'язковою). Весь прибуток від продажу продовольчих мішків спочатку надходив благодійній організації Groundwork UK; M&S розпочав кампанію "Forever Fish" у червні 2011 р. І переключив фінансування на цю кампанію для сприяння захисту морської дикої природи у Великій Британії.
Ставши нейтральним до вуглецю, компанія пообіцяла використовувати компенсацію вуглецю лише в крайньому випадку, обмежуючись випадками, "коли це вимагається урядом або коли технології зеленого повітряного або автомобільного транспорту будуть недоступні в найближчому майбутньому" .
Станом на серпень 2008 року M&S експлуатував три вітрогенератори, одну в Methlick і дві поблизу Strichen, виробляючи достатню потужність для постачання трьох магазинів через National Grid. У квітні 2009 року компанія почала закуповувати у Npower 2,6 ТВт-год відновлюваної енергії (вітрової та гідроелектростанції), достатньої для живлення всіх магазинів та офісів Marks & Spencer в Англії та Уельсі.
У 2012 році компанія отримала нагороду Європейського бізнесу за навколишнє середовище (категорія управління) Європейським Союзом за план А.

###### Благодійна робота
Компанія M&S впродовж багатьох років продавала широкий асортимент благодійного жіночого одягу для прориву раку молочної залози, а магазин Ashbourne зібрав у сумі 2000 фунтів стерлінгів для нової апаратури ЕКГ у місцевій лікарні Дербіширу. У 2011 році M&S ініціює ініціативу Oxfam щодо переробки одягу.
У 2015 році компанія M&S співпрацює з інвестиційною платформою громад Neighbourly, щоб допомогти їм розподіляти нереалізовані надлишки продуктів харчування та непродовольчих товарів серед невеликих благодійних організацій та громадських груп у Великій Британії та Ірландії. У березні 2020 року компанія M&S зробила пожертву у розмірі 100 000 фунтів стерлінгів Фонду громад сусідів та 100 000 фунтів стерлінгів на звернення Національного тресту з питань надзвичайних ситуацій щодо коронавірусу для допомоги громадам через вплив пандемії COVID-19.

###### Керівництво
З моменту заснування головою компанії працювали:

1884–1907: Майкл Маркс (перший ларьок у Лідсі в 1884)
1907–1916: Вільям Чепмен
1916–1964: Саймон Маркс (Лорд Маркс)
1964–1967: Ізраїль Сіфф (лорд Сіфф)
1967–1972: Едвард Сіфф
1972–1984: Маркус Сіфф (лорд Сіфф)
1984–1991: Дерек Рейнер (лорд Рейнер)
1991–1999: сер Річард Грінбері
2000–2004: Люк Вандевельде
2004–2006: Пол Майнерс
2006–2009: лорд Бернс
2009–2011: Сер Стюарт Роуз
2011–2017: Роберт Свонелл
2017 – сьогодні: Арчі Норман

## Магазини

### Велика Британія та Ірландія
Найбільший магазин знаходиться на Мармуровій арці, на Оксфорд-стріт у Лондоні, що має близько 16 000 квадратних метрів (170 000 квадратних футів) цеху. Другий за величиною знаходиться в Чеширському Оуксі, порт Елсмір, який є найбільшим за межами Лондона. Третій за величиною магазин знаходиться у роздрібному парку Gemini у Воррінгтоні. У 1999 році M&S відкрив свій магазин на біржовій площі Манчестера, який був зруйнований під час вибухів у Манчестері в 1996 році та відновлений. При повторному відкритті це був найбільший магазин M&S з 23000 м2 (250 000 кв. Футів) торгових площ, але згодом половина була продана Selfridges, другому майданчику компанії в Манчестері. Найменша філія - торгова точка "Marks & Spencer Penny Bazaar", що знаходиться на ринку Грейнджер у Ньюкаслі-апон-Тайн.
Компанія M&S відкрила ряд магазинів за межами міста, оскільки тенденція будувати торгові центри далеко від міських центрів стала популярною у 1980-х. Перший був у MetroCentre, Gateshead, Tyne and Wear, який відкрився в 1986 році. Іншим яскравим прикладом є магазин у торговому центрі Merry Hill на Бріерлі Хілл, штат Вест-Мідлендс. Цей магазин відкрився 23 жовтня 1990 року незабаром після закриття магазинів у сусідніх центрах міст Дадлі та Вест Бромвіч; Спочатку магазин Merry Hill не повинен був замінити ці два магазини в центрі міста, але як магазини Dudley, так і West Bromwich зазнали спаду в торгівлі, оскільки відкрилося відкриття магазину Merry Hill, і обидва магазини були закриті 25 серпня 1990 року.
До Різдва 2006 року двадцять два магазини M&S були відкриті для цілодобової торгівлі, включаючи магазини в Болтоні, Міддлбрук та в Абатському центрі, Ньютаунабі, Північна Ірландія.
Вебсайт компанії зазнав критики за те, що ціни на нього вказані у фунтах стерлінгів, а не в євро, а також за пошук своїх ірландських магазинів через "UK Store Finder". Irish Times зазначив, що компанія M&S не пояснила, чому компанія може доставляти товари, замовлені зі свого вебсайту, до Бразилії, Аргентини, Іраку та Афганістану, а не до Ірландії. M&S не коментував.

#### Міжнародні
Компанія відкрила свій магазин у Парижі 24 листопада 2011 р. Після запуску нового вебсайту у Франції 11 жовтня 2011 р.  На Філіппінах є 18 магазинів M&S, найбільший з яких знаходиться в торговому центрі Greenbelt. Новий магазин відкрився 17 квітня 2013 року в Кальверстрааті в Амстердамі, Нідерланди, більш ніж через 10 років після закриття попереднього магазину. 17 вересня 2013 року посол Великої Британії в Нідерландах сер Джеффрі Адамс відкрив перший голландський пілотний магазин Marks & Spencer Food на автозаправній станції BP в Бійлевельді біля автостради A12. Близько 40 магазинів є понад 300 магазинів.
11 листопада 2013 року компанія Marks & Spencer оголосила, "що до 2016 року в регіоні планується відкрити близько 80 магазинів в рамках своєї стратегії стати провідним міжнародним багатоканальним ритейлером" з партнером Reliance Retail. Він відкрив флагманський магазин у Бандрі в Мумбаї. Продажі нижньої білизни M&S складають більше п'ятої частини продажів на індійському ринку, а загальний обсяг продажів нижньої білизни збільшився на третину за останні шість місяців 2013 року. У травні 2014 року Marks & Spencer оголосили, що зараз мають намір відкрити 100 магазинів у країні до 2016 року.
Станом на 2015 рік у Нідерландах M&S мав супермаркет на дорогій торговій вулиці Кальверстраат в Амстердамі, а також більший магазин, що включав одяг, у Гаазі. Ряд АЗС BP у західному районі Нідерландів включав магазини продовольчих товарів M&S. У 2016 році компанія M&S мала відкрити набагато більший магазин в Амстердамі з прямим метрополітеном до нової станції метро. Однак у листопаді 2016 року компанія оголосила, що вони закривають всі свої магазини на материковій частині Європи, чого насправді не сталося. Тим не менше, вони закрили обидва свої магазини в Нідерландах.
Станом на 2021 рік Marks & Spencer володіє 47 магазинами в Туреччині.

## Формати магазину

### Повна лінія магазинів
Основні магазини M&S, як правило, пропонують вибір одягу, товарів для дому та косметики компанії, а також MOOD S FOODHALL. Асортимент одягу, що продається, та площа, яка йому надається, залежить від місця розташування та демографічних даних клієнтів (прикладом може бути те, що деякі лондонські магазини не мають класичної колекції, а лімітований тираж та повний асортимент автографів). У всіх магазинах з повною лінією є зал їжі. Поточний формат магазину був розроблений Urban Salon Architects у 2009 році.

#### Foodhall (у магазині)
Усі супермаркети залу St Michael Food були перейменовані в зал M&S Food, коли Marks & Spencer відмовилися від бренду St Michael у 2003 році. Кожен M&S Foodhall продає продовольчі товари, які в історії були під торговою маркою Marks & Spencer. Однак у 2006 році компанія розпочала продаж обмеженого асортименту інших торгових марок, таких як Coca-Cola та Stella Artois, не зменшуючи кількість товарів, що продаються M&S. Це вперше за 125-річну історію Marks & Spencer продало будь-які інші марки, крім власних.
У 2002 році компанія M&S представила каси самообслуговування в продовольчих залах невеликої кількості пробних магазинів. Самовивірка була впроваджена в загальних секторах товарів у трьох пробних магазинах у 2006 році.
У 2019 році компанія M&S запустила п’ять нових магазинів поновлення їжі. Це було частиною трансформації харчового бізнесу, очолюваного керуючим директором Стюартом Махіном, для створення більших продовольчих магазинів з "розумом супермаркету та душею свіжого ринку".

##### Магазини товарів для дому
У 2007 році компанія M&S оголосила про відкриття нових спеціалізованих магазинів предметів домашнього вжитку. Зараз магазини відкриті в Челтнем у Глостерширі, Танбрідж Уеллс у Кенті, Лісберн Спрусфілд у Північній Ірландії та у секції Бартон-сквер Центру Трафорд, Манчестер.

###### Аутлет-магазини
M&S має 30 торгових точок. Торговельний підрозділ пропонує товари M&S, більшість із яких мають знижку принаймні на 30% від початкової ціни продажу. Перший з цих магазинів відкрився в Ешфорді, штат Кент, у 2000 році. Багато магазинів Outlet знаходяться в таких місцях, як торгові парки та аутлет-центри, хоча деякі ні, зокрема, магазин у Вулвіч, Південний Лондон.

##### M&S Foodhall (автономний)
Компанія M&S випустила зручний формат під брендом Simply Food в 2001 році, а перші магазини відкрилися в Твікенхем і Сурбітон. Магазини переважно продають їжу, проте деякі великі магазини також мають невеликий вибір загальних товарів.
Деякі з них працюють за договорами франшизи:
- SSP Group управляє магазинами на центральних залізничних вокзалах та в аеропортах.
- Moto має магазини на 45 своїх автосервісних станціях.
- BP має понад 120 автозаправних станцій із пропозицією Simply Food.
Замовлення від M&S становили більше половини постачань продуктів харчування Uniq до британських роздрібних торговців у 2010 році, після кількох років служби в якості основного постачальника харчових продуктів M&S.
У 2011 році було відзначено, що M&S здійснює експрес-ціни; тобто заряджати більше у своїх відділеннях Simply Food, ніж у звичайних відділеннях. Прес-секретар заявив, що "ціни трохи вищі, ніж у наших вулицях, але це відображає той факт, що ці магазини працюють довше і дуже зручні для покупців у дорозі".
Бренд Simply Food поступово припиняється у всіх окремих великих магазинах з моменту ребрендингу в 2015 році, і магазини тепер отримали марку "M&S Foodhall".
У березні 2019 року компанія M&S оголосила, що відкриє більше продовольчих залів розміром супермаркетів (від 10 000 до 15 000 кв. Футів), де буде зберігатись їх повний асортимент продуктів, щоб залучити більше сімей, які хочуть щотижня робити магазини. Компанія M&S також знизила ціну понад 1000 своїх популярних ліній, щоб конкурувати зі своїми більшими суперниками супермаркетів, такими як Tesco та Sainsbury's.

###### Інтернет-послуги
Доставки їжі в Інтернеті розпочались з випробувань у 2017 році. У 2019 році M&S придбали 50% Ocado Retail Ltd, а з 2020 року клієнти переходять на вебсайт Ocado, де вони можуть замовити їжу та вибрані предмети одягу.
Інтернет-службу квітів звинуватили в недобросовісній торгівлі та використанні Google для зворотної реклами в Інтернет-пошуках, спрямованих на Інтерфлору в Інтернеті в 2010 році.

## Інші послуги
На додаток до основного роздрібного бізнесу, M&S співпрацює з іншими компаніями для надання додаткових послуг із фірмовим M&S:
M&S Bank - фінансові послуги та кредитні продукти, що управляються HSBC UK
M&S Energy - побутове постачання газу та електроенергії, що управляється Octopus Energy
Оптики M&S - керує Owl Optical

## Історія лінійки продуктів
Бренд "St Michael" був представлений Саймоном Марксом у 1928 році на честь його батька та співзасновника Marks & Spencer, Майкла Маркса. До 1950 року практично всі товари були продані під торговою маркою St Michael. Білизна M&S, жіночий одяг та уніформа для дівчат були брендовані під брендом St Margaret, поки весь асортимент товарів загального призначення не став St Michael. Marks & Spencer продавали одяг під маркою St Margaret and St Michael до середини 1950-х, а свою шкільну форму випустили на початку 1950-х.
Синтетичне волокно Tricell вперше було використано в 1957 році і проіснувало до 1970-х років. а ще одне синтетичне волокно під назвою Courtelle було вперше випущено Marks & Spencer на національному рівні протягом 1960 року, а також проіснувало до 1970-х років. Вовна, що миється в машині, вперше з’явилася в 1972 році, а панчішно-шкарпеткові вироби з лайкри вперше з’явилися в 1986 році.
"Per Una" була створена 28 вересня 2001 року як спільне підприємство між M&S та засновником Next Джорджем Девісом за сприяння Джулі Стренг. Бренд Per Una мав великий успіх для компанії, а в жовтні 2004 року компанія M&S придбала бренд за дворічним контрактом на обслуговування з Джорджем Девісом на 125 мільйонів фунтів стерлінгів. Містер Девіс повинен був залишатися на посаді принаймні два роки, щоб керувати компанією, з попереднім попередженням за 12 місяців, якщо він бажає піти.
У 2004 році сер Стюарт Роуз змішав низку брендів, серед яких бренд чоловічого одягу "SP Clothing", асортимент спортивного одягу "View From", дитячий асортимент "DB07" Девіда Бекхема та кілька харчових ліній, вважаючи, що управління запасами компанії стало "занадто складний". Версія Per Una, орієнтована на підлітків, "Per Una Due" також була припинена, незважаючи на те, що була випущена раніше цього року через низькі продажі.
Компанія також почала продавати фірмові товари, такі як кукурудзяні пластівці Kellogg у листопаді 2008 р. Після огляду Марка Болланда в 2011 р. Компанія M&S підтвердила, що розпочне зменшувати кількість торгових марок, що продаються, замість цього пропонуючи лише ті, для яких у них немає альтернативи M&S.
У січні 2021 року Marks & Spencer придбала модний бренд Jaeger у своїх адміністраторів. Угода у розмірі 5 мільйонів фунтів стерлінгів була частиною стратегії фірм щодо збільшення нового підрозділу одягу новими іменами. Однак сюди не увійшли 63 магазини та 13 концесій Ягера.

## Маркетинг

### Новий логотип
У розпал проблем компанії на початку XXI століття бренд St Michael, який використовувався як торгова марка всіх продуктів M&S, був припинений на користь Marks & Spencer, а новий логотип у шрифті Optima був представлений і почав з'являтися замість Святого Михайла на упаковці товару. Цей самий логотип також застосовувався для зберігання фасцій та сумки-носія. Згодом ім'я святого Михайла було прийнято як "гарантію якості" і з'явилося як обіцянка якості святого Михаїла на звороті харчових продуктів, збоку транспортних засобів доставки та квитанцій на замовлення в магазинах.

### Ваші M&S
Коли Стів Шарп прийшов на посаду директора з маркетингу в 2004 році, після того, як його найняв новий виконавчий директор сер Стюарт Роуз, він представив новий рекламний бренд під банером Your M&S з відповідним логотипом.

### Гучні медіа-кампанії
З початку 1950-х років компанія M&S рекламувала газети та / або журнали, але введення деяких відомих зірок, таких як Твіггі та Девіда Джейсона в різні телевізійні реклами, допомогло підвищити популярність компанії. Вперше Твіггі з’явився в 1967 році, повернувшись пізніше в 1995 і 2005 роках. Енн Грієрсон вперше вийшла в рекламі наприкінці 1950-х та більшій частині 1960-х. У наступні роки Ерін О'Коннор, Майліні Клас, Девід Бекхем, Антоніо Бандерас, Клаудія Шиффер, Хелена Крістенсен, Татьяна Паціц, Ліза Сноудон , Данні Міноуг, В.В. Браун та Кармен Касс також були представлені в декількох рекламних оголошеннях, а також у багатьох інших. Джон Сержант, Девід Джейсон та Джоанна Ламлі або з'являлися, або озвучували рекламу з 2008 року.
Новий вигляд сприяв нещодавньому відродженню компанії, особливо завдяки успіху нової кампанії з одягу, в якій брали участь знаменита модель, Твіггі та молодші моделі, пов’язані з богемними стилями 2005–2006 рр., Та новій телевізійній рекламній кампанії для їжі діапазон. У цих рекламах є тег-рядок "Це не просто їжа, це їжа M&S" і містить повільний рух, кадри великих планів різних харчових продуктів, описаних спекотним озвученням Дервлою Кірван, до спокусливої інструментальної пісні - включаючи "Альбатрос" Флітвуда Мака, а також "Самба Па Ті" Сантани, "Зайнятий" Оллі Мурса, "На річці" Грува Армади або "Правда" балету Шпандау. Деякі розділи засобів масової інформації називають цю рекламу харчовим порно, а ряд інших компаній копіюють цю ідею, наприклад, Aldi та, згодом, Waitrose.
У телевізійній рекламній кампанії 2009 року було викликано скарги, що призвело до висвітлення національної преси щодо сексизму.
У 2010 році було підтверджено, що Денні Міноуг стане одним із нових облич Marks & Spencer. Вона зняла свій перший рекламний ролик у Південній Африці, де прозвучав фільм Шеріл Лінн "Got to Be Real", для весняної кампанії, яка вийшла в ефір 24 березня. Данні Міноуг поїхав до Маямі, штат Флорида, в січні 2011 року, щоб зняти рекламний ролик для M&S для колекції Spring 2011 до розірвання договору. У серпні 2011 року компанія M&S оголосила, що новими особами їхніх кампаній стануть Розі Хантінгтон-Уайтлі, Райан Рейнольдс і Девід Ганді.
У липні 2011 року компанія Marks & Spencer випустила серію запланованих телевізійних реклам, включаючи Твіггі, Данні Міноуга та В.В. Брауна, коли вона розпочала реконструкцію корпоративного іміджу. Він підтвердив, що Твіггі, Ліза Сноуден і Джеймі Реднапп повернуться для майбутньої реклами.
31 березня 2014 року компанія M&S розпочала нову ітерацію маркетингової кампанії «Провідні дами», в якій взяли участь особи, серед яких Емма Томпсон, Енні Леннокс, Ріта Ора та баронеса Лоуренс.

## Критика та суперечки

### Антиізраїльські протести
Через помилкове переконання, що магазин належить євреям, Marks & Spencer неодноразово зазнавав місць та бойкоту з боку антиізраїльських протестуючих як під час бойкоту Ізраїлю з боку Арабської ліги, так і під час останнього бойкоту , Рух за позбавлення права та санкції (BDS). У 2014 році повідомлялося, що філія "Мармурова арка" щотижня пікетувала протестуючі, які заперечували проти продажу ізраїльських товарів.

### Всебічний огляд витрат
У жовтні 2010 року голова сера Стюарт Роуз підписав суперечливий лист до The Daily Telegraph, який стверджував, що "приватний сектор повинен бути більш ніж здатним створювати додаткові робочі місця для заміщення втрачених у державному секторі та передислокацію людей, які займаються більш продуктивною діяльністю, покращать економічні показники, тим самим створюючи більше можливостей для працевлаштування ", незважаючи на нещодавнє скорочення робочих місць у 1000 працівників.

### Проблеми безконтактних платежів
Деякі клієнти Marks & Spencer стверджують, що безконтактні платіжні термінали мережі брали гроші з інших карток, крім тих, що призначені для оплати. Передбачається, що безконтактні картки повинні знаходитися на відстані приблизно 4 см від передньої частини терміналу. Компанія M&S розслідувала інцидент і підтвердила, що нова система була ретельно випробувана і була надійною. Нещодавно він розгорнув систему безконтактних платежів, надану Visa Europe, до 644 британських магазинів.

### Мусульманська касова політика
У грудні 2013 року компанія Marks & Spencer оголосила, що співробітники мусульманської каси у Великій Британії можуть відмовлятись продавати свинину чи алкоголь споживачам на їх касі. Поліс був оголошений після того, як принаймні в одному інформаційному журналі повідомлялося, що клієнтам, які чекають товарів, що включають свинину або алкоголь, було відмовлено в обслуговуванні, і мусульманський працівник каси наказав зачекати, поки не з’явиться інша. Політика застосовувалася у всіх 703 британських магазинах з питань поглинання та поглинання та спонукала клієнтів до сильної реакції.
Згодом представник компанії вибачився і заявив, що вони намагатимуться перерозподілити співробітників, переконання яких можуть вплинути на їх роботу, в різні відділи, такі як одяг.

### Хіджаб як шкільна форма
Marks & Spencer представив хіджаб у своєму розділі шкільної форми в кінці 2018 року, а згодом зазнав негативної реакції та бойкоту з боку деяких клієнтів; товар постачається для дівчаток у віці від трьох.

### Холлі Віллоубі
У вересні 2018 року Холлі Віллоубі стала новим послом компанії разом зі своєю колекцією "Must Have", яка розпочалася 27 вересня 2018 року. Однак компанія не змогла замовити достатню кількість запасів, і велика кількість клієнтів залишилася розчарованою.